# Finnlands Lebensraum

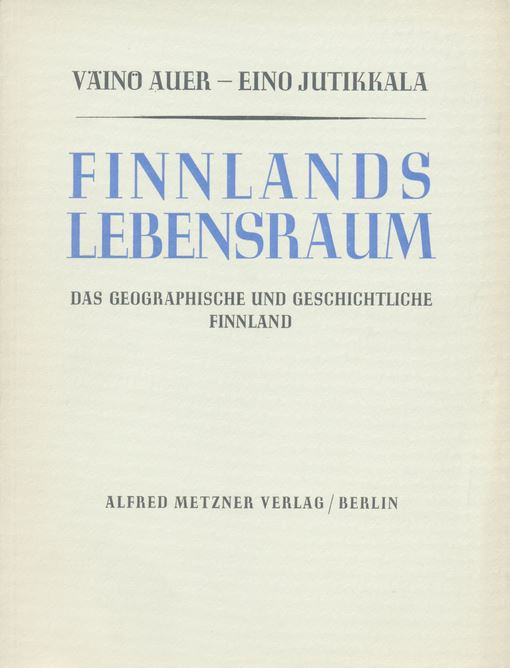
Vorderseite des Originaleinbands

Finnlands Lebensraum ist ein deutschsprachiges Propagandabuch von 1941. Es wurde auf Bestellung des finnischen Staates geschrieben, um die Ideologie von Großfinnland im Sinne des nationalsozialistischen Begriffs von Lebensraum zu begründen.

## Hintergrund

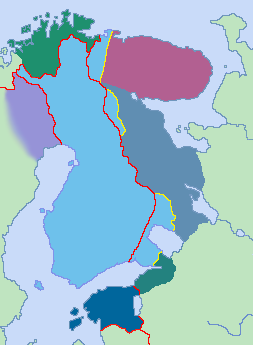
Karte einer Version von Großfinnland
Finnland (in den Grenzen von 1940)
Ostkarelien
Ingermanland
Finnmark
Tornedalen
Halbinsel Kola
Estland

„Großfinnland“ (finnisch Suur-Suomi, schwedisch Storfinland oder Stor-Finland) wurde in irredentistisch gesinnten Gruppen in Finnland seit dem 19. Jahrhundert diskutiert und bezeichnet die damalige Idee eines unabhängigen finnischen Nationalstaats in seinen angeblich „natürlichen“ Grenzen. Diese Grenzen sollten insbesondere die Gebiete der mit den Finnen sprachlich nahe verwandten Völker im Osten einschließen und umfassten – neben dem eigentlichen Finnland – mindestens Ingermanland, Ostkarelien und die Halbinsel Kola.
Die Idee des Buches war es, wissenschaftlich zu demonstrieren, dass insbesondere Ostkarelien und Ingermanland aufgrund ihrer Geographie, Geschichte, Kultur und Sprache ein natürlicher Teil Finnlands sind, und ihre Integration in Finnland nach dem Sieg des nationalsozialistischen Deutschlands zu legitimieren. Die neue östliche Grenze Finnlands sollte demnach vom östlichsten Teil des Finnischen Meerbusens über den Ladogasee und Onegasee zum Onegabusen im Weißen Meer verlaufen. Eine unveröffentlichte Adaption des Buches enthielt auch die Wohngebiete der finnischstämmigen Kvenen in der norwegischen Provinz Finnmark.
Die Autoren des Buches sind der Geograph Väinö Auer und der Historiker Eino Jutikkala. Als „Sachkundiger in philologischen und ethnographischen Fragen“ wird Kustaa Vilkuna im Impressum genannt. Alle drei arbeiteten für die finnische staatliche Propaganda- und Informationsabteilung. In das Buch wurden außerdem nationalsozialistische Ideen von Yrjö von Grönhagen, einem  finnischen Militärattaché in Berlin, aufgenommen.
Der ursprüngliche Titel des Manuskripts war Das geographische und geschichtliche Finnland. Der spätere Haupttitel Finnlands Lebensraum wurde vom deutschen Alfred Metzner Verlag ergänzt, um besser zur nationalsozialistischen Ideologie zu passen.